# L'assedio di Corinto (Byron)
L'assedio di Corinto (The Siege of Corinth) è un poemetto di Lord Byron, pubblicato per la prima volta nel 1816. L'opera viene annoverata tra i suoi "racconti turchi".

## Trama
L'ultima, disperata resistenza dei veneziani all'assalto ottomano all'Acrocorinto viene visto attraverso gli occhi di Francesca, la figlia del governatore di Corinto, e di Alpo, un veneziano rinnegato che combatte per i Turchi. Alpo si era unito agli ottomani dopo essere stato accusato ingiustamente di tradimento in patria da persone che non volevano che si sposasse con Francesca. Dopo aver rinnegato la sua fede, la sua patria e il suo vecchio nome (Lanciotto), Alpo riceve una visita di Francesca, che lo supplica di tradire i turchi e salvare i veneziani da una strage certa. Alpo deve quindi affrontare un dilemma morale e scegliere se salvare coloro che lo hanno diffamato e umiliato o tradire coloro che lo hanno accolto e punire i veneziani per il torto che gli hanno fatto.